# Erosaria marginalis
Erosaria marginalis là một loài ốc biển, là động vật thân mềm chân bụng sống ở biển trong họ Cypraeidae, họ ốc sứ.

## Phân bố
Chúng phân bố ở Ấn Độ Dương dọc theo Kenya, Mozambique, Somalia, Nam Phi và Tanzania.